# Seznam pokémonů 2. generace
Druhá generace franšízy Pokémon je tvořena 100 fiktivními druhy bytostí, které byly představeny v roce 1999 ve videohrách pro herní konzoli Game Boy Color, jejichž název zní Pokémon Gold & Silver.
V následujícím seznamu je 100 pokémonů seřazeno dle jejich čísla v národním pokédexu. Prvním pokémonem je Chikorita (152) a posledním Celebi (251).

## Podoba a vývoj
Ve videohrách Pokémon Gold & Silver byly představeny dva nové typy pokémonů, jmenovitě „temný“ a „ocelový“, aby se lépe vyvážila hratelnost při pokémoních bitvách. Temné a ocelové typy jsou účinné proti útokům psychických typů, které byly domintnání ve hře Red & Blue. V druhé generaci byl představen také koncept chovu pokémonů, který hráčům dovoluje znatelněji ovlivňovat dovednosti svých pokémonů. Někteří pokémoni představení v Gold & Silver jsou předevoluční formou jiných pokémonů, jako je například Pichu a Igglybuff. Tito dětští pokémoni jsou dostupní pouze chovem jejich vyvinutých forem.
Hry Pokémon Gold & Silver byly poprvé představeny v roce 1997 na události Nintendo Space World. V danou chvíli byla herní mapa násobně větší než ve finální verzi. Kromě toho obsahovaly 40 designů pokémonů, které byly před vydáním v roce 1999 odstraněny nebo nahrazeny.

## Seznam pokémonů
Detaily o jménech, číslech v národním pokédexu, typech a evolucích pokémonů se nacházejí na internetovém pokédexu, který vytvořila společnost The Pokémon Company International.
- Pokémon Chikorita, japonsky Chicorita (チコリータ). V národním pokédexu č. 152, v regionálním pokédexu Johto č. 1, v Hoenn č. 307. Čtyřnohý pokemon s listem na hlavě kterého trénuje Ash.
Typ:  travní
 Vývoj:  Chikorita (od 16. úrovně) → Bayleef (od 32. úrovně) → Meganium
- Pokémon Bayleef, japonsky Bayleaf (ベイリーフ). V národním pokédexu č. 153, v regionálním pokédexu Johto č. 2, v Hoenn č. 308.
Typ:  travní
 Vývoj:  Chikorita (od 16. úrovně) → Bayleef (od 32. úrovně) → Meganium
- Pokémon Meganium, japonsky Meganium (メガニウム). V národním pokédexu č. 154, v regionálním pokédexu Johto č. 3, v Hoenn č. 309.
Typ:  travní
 Vývoj:  Chikorita (od 16. úrovně) → Bayleef (od 32. úrovně) → Meganium
- Pokémon Cyndaquil, japonsky Hinoarashi (ヒノアラシ). V národním pokédexu č. 155, v regionálním pokédexu Johto č. 4, v Hoenn č. 310.
Typ:  ohnivý
 Vývoj:  Cyndaquil (od 14. úrovně) → Quilava (od 36. úrovně) → Typhlosion
- Pokémon Quilava, japonsky Magmarashi (マグマラシ). V národním pokédexu č. 156, v regionálním pokédexu Johto č. 5, v Hoenn č. 311.
Typ:  ohnivý
 Vývoj:  Cyndaquil (od 14. úrovně) → Quilava (od 36. úrovně) → Typhlosion
- Pokémon Typhlosion, japonsky Bakphoon (バクフーン). V národním pokédexu č. 157, v regionálním pokédexu Johto č. 6, v Hoenn č. 312.
Typ:  ohnivý
 Vývoj:  Cyndaquil (od 14. úrovně) → Quilava (od 36. úrovně) → Typhlosion
- Pokémon Totodile, japonsky Waninoko (ワニノコ). V národním pokédexu č. 158, v regionálním pokédexu Johto č. 7, v Hoenn č. 313. Malý a roztomilí modrý krokodýl stojící na zadních.
Typ:  vodní
 Vývoj:  Totodile (od 18. úrovně) → Croconaw (od 30. úrovně) → Feraligatr
- Pokémon Croconaw, japonsky Alligates (アリゲイツ). V národním pokédexu č. 159, v regionálním pokédexu Johto č. 8, v Hoenn č. 314.
Typ:  vodní
 Vývoj:  Totodile (od 18. úrovně) → Croconaw (od 30. úrovně) → Feraligatr
- Pokémon Feraligatr, japonsky Ordile (オーダイル). V národním pokédexu č. 160, v regionálním pokédexu Johto č. 9, v Hoenn č. 315.
Typ:  vodní
 Vývoj:  Totodile (od 18. úrovně) → Croconaw (od 30. úrovně) → Feraligatr
- Pokémon Sentret, japonsky Otachi (オタチ). V národním pokédexu č. 161, v regionálním pokédexu Johto č. 19, v Hoenn č. 316.
Typ:  normální
 Vývoj:  Sentret (od 15. úrovně) → Furret
- Pokémon Furret, japonsky Ootachi (オオタチ). V národním pokédexu č. 162, v regionálním pokédexu Johto č. 20, v Hoenn č. 317.
Typ:  normální
 Vývoj:  Sentret (od 15. úrovně) → Furret
- Pokémon Hoothoot, japonsky Hoho (ホーホー). V národním pokédexu č. 163, v regionálním pokédexu Johto č. 15, v Hoenn č. 318, v Sinnoh č. 106. Kulovitá sova.
Typ:  normální / létající
 Vývoj:  Hoothoot (od 20. úrovně) → Noctowl
- Pokémon Noctowl, japonsky Yorunozuku (ヨルノズク). V národním pokédexu č. 164, v regionálním pokédexu Johto č. 16, v Hoenn č. 319, v Sinnoh č. 107.
Typ:  normální / létající
 Vývoj:  Hoothoot (od 20. úrovně) → Noctowl
- Pokémon Ledyba, japonsky Rediba (レディバ). V národním pokédexu č. 165, v regionálním pokédexu Johto č. 30, v Hoenn č. 320. Velký červený brouk.
Typ:  hmyzí / létající
 Vývoj:  Ledyba (od 18. úrovně) → Ledian
- Pokémon Ledian, japonsky Redian (レディアン). V národním pokédexu č. 166, v regionálním pokédexu Johto č. 31, v Hoenn č. 321.
Typ:  hmyzí / létající
 Vývoj:  Ledyba (od 18. úrovně) → Ledian
- Pokémon Spinarak, japonsky Itomaru (イトマル). V národním pokédexu č. 167, v regionálním pokédexu Johto č. 32, v Hoenn č. 322. Pavouk.
Typ:  hmyzí / jedovatý
 Vývoj:  Spinarak (od 22. úrovně) → Ariados
- Pokémon Ariados, japonsky Ariados (アリアドス). V národním pokédexu č. 168, v regionálním pokédexu Johto č. 33, v Hoenn č. 323.
Typ:  hmyzí / jedovatý
 Vývoj:  Spinarak (od 22. úrovně) → Ariados
- Pokémon Crobat, japonsky Crobat (クロバット). V národním pokédexu č. 169, v regionálním pokédexu Johto č. 39, v Hoenn č. 65, v Sinnoh č. 30.
Typ:  jedovatý / létající
 Vývoj:  Zubat (od 20. úrovně) → Golbat (po zvýšení úrovně, pokud má stav Happiness na maximu) → Crobat
- Pokémon Chinchou, japonsky Chonchie (チョンチー). V národním pokédexu č. 170, v regionálním pokédexu Johto č. 176, v Hoenn č. 181.
Typ:  vodní / elektrický
 Vývoj:  Chinchou (od 27. úrovně) → Lanturn
- Pokémon Lanturn, japonsky Lantern (ランターン). V národním pokédexu č. 171, v regionálním pokédexu Johto č. 177, v Hoenn č. 182.
Typ:  vodní / elektrický
 Vývoj:  Chinchou (od 27. úrovně) → Lanturn
- Pokémon Pichu, japonsky Pichu (ピチュー). V národním pokédexu č. 172, v regionálním pokédexu Johto č. 21, v Hoenn č. 155, v Sinnoh č. 103.
Typ:  elektrický
 Vývoj:  Pichu (po zvýšení úrovně, pokud má stav Happiness na maximu) → Pikachu (pomocí předmětu Thunderstone) → Raichu
- Pokémon Cleffa, japonsky Py (ピィ). V národním pokédexu č. 173, v regionálním pokédexu Johto č. 40, v Hoenn č. 324, v Sinnoh č. 99.
Typ:  normální
 Vývoj:  Cleffa (po zvýšení úrovně, pokud má stav Happiness na maximu) → Clefairy (pomocí předmětu Moon Stone) → Clefable
- Pokémon Igglybuff, japonsky Pupurin (ププリン). V národním pokédexu č. 174, v regionálním pokédexu Johto č. 43, v Hoenn č. 137.
Typ:  normální
 Vývoj:  Igglybuff (po zvýšení úrovně, pokud má stav Happiness na maximu) → Jigglypuff (pomocí předmětu Moon Stone) → Wigglytuff
- Pokémon Togepi, japonsky Togepy (トゲピー). V národním pokédexu č. 175, v regionálním pokédexu Johto č. 46, v Hoenn č. 325, v Sinnoh č. 173 (v Pokémon Platinum). Malý pokemon spodní polovinou těla ukrytý ve skořápce.
Typ:  normální
 Vývoj:  Togepi (po zvýšení úrovně, pokud má stav Happiness na maximu) → Togetic (pomocí předmětu Shiny Stone) → Togekiss
- Pokémon Togetic, japonsky Togechick (トゲチック). V národním pokédexu č. 176, v regionálním pokédexu Johto č. 47, v Hoenn č. 326, v Sinnoh č. 174 (v Pokémon Platinum).
Typ:  normální / létající
 Vývoj:  Togepi (po zvýšení úrovně, pokud má stav Happiness na maximu) → Togetic (pomocí předmětu Shiny Stone) → Togekiss
- Pokémon Natu, japonsky Naty (ネイティ). V národním pokédexu č. 177, v regionálním pokédexu Johto č. 161, v Hoenn č. 162.
Typ:  psychický / létající
 Vývoj:  Natu (od 25. úrovně) → Xatu
- Pokémon Xatu, japonsky Natio (ネイティオ). V národním pokédexu č. 178, v regionálním pokédexu Johto č. 162, v Hoenn č. 163.
Typ:  psychický / létající
 Vývoj:  Natu (od 25. úrovně) → Xatu
- Pokémon Mareep, japonsky Merriep (メリープ). V národním pokédexu č. 179, v regionálním pokédexu Johto č. 53, v Hoenn č. 327. Modra ovce.
Typ:  elektrický
 Vývoj:  Mareep (od 15. úrovně) → Flaaffy (od 30. úrovně) → Ampharos
- Pokémon Flaaffy, japonsky Mokoko (モココ). V národním pokédexu č. 180, v regionálním pokédexu Johto č. 54, v Hoenn č. 328. Žlutá ovce s protáhlým krkem.
Typ:  elektrický
 Vývoj:  Mareep (od 15. úrovně) → Flaaffy (od 30. úrovně) → Ampharos
- Pokémon Ampharos, japonsky Denryu (デンリュウ). V národním pokédexu č. 181, v regionálním pokédexu Johto č. 55, v Hoenn č. 329.
Typ:  elektrický
 Vývoj:  Mareep (od 15. úrovně) → Flaaffy (od 30. úrovně) → Ampharos
- Pokémon Bellossom, japonsky Kireihana (キレイハナ). V národním pokédexu č. 182, v regionálním pokédexu Johto č. 86, v Hoenn č. 91.
Typ:  travní
 Vývoj:  Oddish (od 21. úrovně) → Gloom (použitím předmětu Sun Stone) → Bellossom
- Pokémon Marill, japonsky Maril (マリル). V národním pokédexu č. 183, v regionálním pokédexu Johto č. 132, v Hoenn č. 55, v Sinnoh č. 125.  Modrá kulovitá myš s koulí na ocase.
Typ:  vodní
 Vývoj:  Azurill (po zvýšení úrovně, pokud má stav Happiness na maximu) → Marill (od 18. úrovně) → Azumarill
- Pokémon Azumarill, japonsky Marilli (マリルリ). V národním pokédexu č. 184, v regionálním pokédexu Johto č. 133, v Hoenn č. 56, v Sinnoh č. 126. 
Typ:  vodní
 Vývoj:  Azurill (po zvýšení úrovně, pokud má stav Happiness na maximu) → Marill (od 18. úrovně) → Azumarill
- Pokémon Sudowoodo, japonsky Usokkie (ウソッキー). V národním pokédexu č. 185, v regionálním pokédexu Johto č. 107, v Hoenn č. 330, v Sinnoh č. 93. 
Typ:  kamenný
 Vývoj:  Bonsly (po zvýšení úrovně, pokud umí útok Mimic) → Sudowoodo
- Pokémon Politoed, japonsky Nyorotono (ニョロトノ). V národním pokédexu č. 186, v regionálním pokédexu Johto č. 75, v Hoenn č. 331.
Typ:  vodní
 Vývoj:  Poliwag (od 25. úrovně) → Poliwhirl (při výměně, pokud má pokémon u sebe předmět King's Rock) → Politoed
- Pokémon Hoppip, japonsky Hanecco (ハネッコ). V národním pokédexu č. 187, v regionálním pokédexu Johto č. 67, v Hoenn č. 332.
Typ:  travní / létající
 Vývoj:  Hoppip (od 18. úrovně) → Skiploom (od 27. úrovně) → Jumpluff
- Pokémon Skiploom, japonsky Popocco (ポポッコ). V národním pokédexu č. 188, v regionálním pokédexu Johto č. 68, v Hoenn č. 333.
Typ:  travní / létající
 Vývoj:  Hoppip (od 18. úrovně) → Skiploom (od 27. úrovně) → Jumpluff
- Pokémon Jumpluff, japonsky Watacco (ワタッコ). V národním pokédexu č. 189, v regionálním pokédexu Johto č. 69, v Hoenn č. 334.
Typ:  travní / létající
 Vývoj:  Hoppip (od 18. úrovně) → Skiploom (od 27. úrovně) → Jumpluff
- Pokémon Aipom, japonsky Eipam (エイパム). V národním pokédexu č. 190, v regionálním pokédexu Johto č. 123, v Hoenn č. 335, v Sinnoh č. 63. Opice s dlaní na ocase.
Typ:  normální
 Vývoj:  Aipom (po zvýšení úrovně, pokud umí útok Double Hit) → Ambipom
- Pokémon Sunkern, japonsky Himanuts (ヒマナッツ). V národním pokédexu č. 191, v regionálním pokédexu Johto č. 103, v Hoenn č. 336.
Typ:  travní
 Vývoj:  Sunkern (použitím předmětu Sun Stone) → Sunflora
- Pokémon Sunflora, japonsky Kimawari (キマワリ). V národním pokédexu č. 192, v regionálním pokédexu Johto č. 104, v Hoenn č. 337.
Typ:  travní
 Vývoj:  Sunkern (použitím předmětu Sun Stone) → Sunflora
- Pokémon Yanma, japonsky Yanyanma (ヤンヤンマ). V národním pokédexu č. 193, v regionálním pokédexu Johto č. 101, v Hoenn č. 338, v Sinnoh č. 183 (v Pokémon Platinum).
Typ:  hmyzí / létající
 Vývoj:  Yanma (po zvýšení úrovně, pokud umí útok Ancient Power) → Yanmega
- Pokémon Wooper, japonsky Upah (ウパー). V národním pokédexu č. 194, v regionálním pokédexu Johto č. 56, v Hoenn č. 339, v Sinnoh č. 117.
Typ:  vodní / zemní
 Vývoj:  Wooper (od 20. úrovně) → Quagsire
- Pokémon Quagsire, japonsky Nuoh (ヌオー). V národním pokédexu č. 195, v regionálním pokédexu Johto č. 57, v Hoenn č. 340, v Sinnoh č. 118.
Typ:  vodní / zemní
 Vývoj:  Wooper (od 20. úrovně) → Quagsire
- Pokémon Espeon, japonsky Eifie (エーフィ). V národním pokédexu č. 196, v regionálním pokédexu Johto č. 188, v Hoenn č. 341, v Sinnoh č. 167 (v Pokémon Platinum).
Typ:  psychický
 Vývoj:  Eevee (po zvýšení úrovně, v denní době, pokud má stav Happiness na maximu) → Espeon
- Pokémon Umbreon, japonsky Blacky (ブラッキー). V národním pokédexu č. 197, v regionálním pokédexu Johto č. 189, v Hoenn č. 342, v Sinnoh č. 168 (v Pokémon Platinum).
Typ:  temný
 Vývoj:  Eevee (po zvýšení úrovně, v noční době, pokud má stav Happiness na maximu) → Umbreon
- Pokémon Murkrow, japonsky Yamikarasu (ヤミカラス). V národním pokédexu č. 198, v regionálním pokédexu Johto č. 213, v Hoenn č. 343, v Sinnoh č. 74.
Typ:  temný / létající
 Vývoj:  Murkrow (pomocí předmětu Dusk Stone) → Honchkrow
- Pokémon Slowking, japonsky Yadoking (ヤドキング). V národním pokédexu č. 199, v regionálním pokédexu Johto č. 82, v Hoenn č. 344. Slowking je velmi vzácný pokémon. Podle starodávných pověstí je královským pokémonem. Poprvé se objevil v seriálu Pokémon v episodě 262. Královský Úspěch a zahrál si i ve druhém celovečerním Pokémon filmu Síla jednotlivce. Slowking má na hlavě něco, co vypadá jako vikinská helma a koruna.
Typ:  vodní / psychický
 Vývoj:  Slowpoke (při výměně, pokud má pokémon u sebe předmět King's Rock) → Slowking
- Pokémon Misdreavus, japonsky Muma (ムウマ). V národním pokédexu č. 200, v regionálním pokédexu Johto č. 219, v Hoenn č. 345, v Sinnoh č. 72.
Typ:  duší
 Vývoj:  Misdreavus (pomocí předmětu Dusk Stone) → Mismagius
- Pokémon Unown, japonsky Unknown (アンノーン). V národním pokédexu č. 201, v regionálním pokédexu Johto č. 61, v Hoenn č. 346, v Sinnoh č. 114. Záhadný černý pokemon s jedním okem který nabývá mnoho tvarů. 
Typ: psychický
Vývoj: -
- Pokémon Wobbuffet, japonsky Sonans (ソーナンス). V národním pokédexu č. 202, v regionálním pokédexu Johto č. 108, v Hoenn č. 161.
Typ: psychický
Vývoj: Wynaut (od 15. úrovně) → Wobbuffet
- Pokémon Girafarig, japonsky Kirinriki (キリンリキ). V národním pokédexu č. 203, v regionálním pokédexu Johto č. 149, v Hoenn č. 164, v Sinnoh č. 121.
Typ: normální / psychický
Vývoj: -
- Pokémon Pineco, japonsky Kunugidama (クヌギダマ). V národním pokédexu č. 204, v regionálním pokédexu Johto č. 93, v Hoenn č. 347.
Typ: hmyzí
Vývoj: Pineco (od 31. úrovně) → Forretress
- Pokémon Forretress, japonsky Foretos (フォレトス). V národním pokédexu č. 205, v regionálním pokédexu Johto č. 94, v Hoenn č. 348.
Typ: hmyzí / ocelový
Vývoj: Pineco (od 31. úrovně) → Forretress
- Pokémon Dunsparce, japonsky Nokocchi (ノコッチ). V národním pokédexu č. 206, v regionálním pokédexu Johto č. 52, v Hoenn č. 349.
Typ: normální
Vývoj: -
- Pokémon Gligar, japonsky Gliger (グライガー). V národním pokédexu č. 207, v regionálním pokédexu Johto č. 193, v Hoenn č. 350, v Sinnoh č. 153 (v Pokémon Platinum).
Typ: zemní / létající
Vývoj: Gligar (po zvýšení úrovně, v noční době, pokud má pokémon u sebe předmět Razor Fang) → Gliscor
- Pokémon Steelix, japonsky Haganeil (ハガネール). V národním pokédexu č. 208, v regionálním pokédexu Johto č. 63, v Hoenn č. 351, v Sinnoh č. 354.
Typ: ocelový / zemní
Vývoj: Onix (při výměně, pokud má pokémon u sebe předmět Metal Coat) → Steelix
- Pokémon Snubbull, japonsky Bulu (ブルー). V národním pokédexu č. 209, v regionálním pokédexu Johto č. 125, v Hoenn č. 352.
Typ: normální
Vývoj: Snubbull (od 23. úrovně) → Granbull
- Pokémon Granbull, japonsky Granbulu (グランブル). V národním pokédexu č. 210, v regionálním pokédexu Johto č. 126, v Hoenn č. 353.
Typ: normální
Vývoj: Snubbull (od 23. úrovně) → Granbull
- Pokémon Qwilfish, japonsky Harysen (ハリーセン). V národním pokédexu č. 211, v regionálním pokédexu Johto č. 163, v Hoenn č. 354.
Typ: vodní / jedovatý
Vývoj: -
- Pokémon Scizor, japonsky Hassam (ハッサム). V národním pokédexu č. 212, v regionálním pokédexu Johto č. 112, v Hoenn č. 355, v Sinnoh č. 196 (v Pokémon Platinum).
Typ: hmyzí / ocelový
Vývoj: Scyther (při výměně, pokud má pokémon u sebe předmět Metal Coat) → Scizor
- Pokémon Shuckle, japonsky Tsubotsubo (ツボツボ). V národním pokédexu č. 213, v regionálním pokédexu Johto č. 168, v Hoenn č. 356.
Typ: hmyzí / kamenný
Vývoj: -
- Pokémon Heracross, japonsky Heracros (ヘラクロス). V národním pokédexu č. 214, v regionálním pokédexu Johto č. 114, v Hoenn č. 168, v Sinnoh č. 62. 
Typ: hmyzí / bojový
Vývoj: -
- Pokémon Sneasel, japonsky Nyula (ニューラ). V národním pokédexu č. 215, v regionálním pokédexu Johto č. 218, v Hoenn č. 357, v Sinnoh č. 144.
Typ: temný / ledový
Vývoj: Sneasel (po zvýšení úrovně, v noční době, pokud má pokémon u sebe předmět Razor Claw) → Weavile
- Pokémon Teddiursa, japonsky Himeguma (ヒメグマ). V národním pokédexu č. 216, v regionálním pokédexu Johto č. 198, v Hoenn č. 358. Připomíná malého plyšového medvídka
Typ: normální
Vývoj: Teddiursa (od 30. úrovně) → Ursaring
- Pokémon Ursaring, japonsky Ringuma (リングマ). V národním pokédexu č. 217, v regionálním pokédexu Johto č. 199, v Hoenn č. 359. Velký medvěd s kruhem na břiše.
Typ: normální
Vývoj: Teddiursa (od 30. úrovně) → Ursaring
- Pokémon Slugma, japonsky Magmag (マグマッグ). V národním pokédexu č. 218, v regionálním pokédexu Johto č. 216, v Hoenn č. 103. Ohnivý šnek.
Typ: ohnivý
Vývoj: Slugma (od 38. úrovně) → Magcargo
- Pokémon Magcargo, japonsky Magcargot (マグカルゴ). V národním pokédexu č. 219, v regionálním pokédexu Johto č. 217, v Hoenn č. 104.
Typ: ohnivý / kamenný
Vývoj: Slugma (od 38. úrovně) → Magcargo
- Pokémon Swinub, japonsky Urimoo (ウリムー). V národním pokédexu č. 220, v regionálním pokédexu Johto č. 195, v Hoenn č. 360, v Sinnoh č. 203 (v Pokémon Platinum).
Typ: ledový / zemní
Vývoj: Swinub (od 33. úrovně) → Piloswine (po zvýšení úrovně, pokud umí útok Ancient Power) → Mamoswine
- Pokémon Piloswine, japonsky Inomoo (イノムー). V národním pokédexu č. 221, v regionálním pokédexu Johto č. 196, v Hoenn č. 361, v Sinnoh č. 204 (v Pokémon Platinum).
Typ:  ledový / zemní
Vývoj:  Swinub (od 33. úrovně) → Piloswine (po zvýšení úrovně, pokud umí útok Ancient Power) → Mamoswine
- Pokémon Corsola, japonsky Sunnygo (サニーゴ). V národním pokédexu č. 222, v regionálním pokédexu Johto č. 173, v Hoenn č. 180.
Typ:  vodní / kamenný
Vývoj: -
- Pokémon Remoraid, japonsky Teppouo (テッポウオ). V národním pokédexu č. 223, v regionálním pokédexu Johto č. 174, v Hoenn č. 362, v Sinnoh č. 132.
Typ:  vodní
Vývoj:  Remoraid (od 25. úrovně) → Octillery
- Pokémon Octillery, japonsky Okutank (オクタン). V národním pokédexu č. 224, v regionálním pokédexu Johto č. 175, v Hoenn č. 363, v Sinnoh č. 133.
Typ:  vodní
Vývoj:  Remoraid (od 25. úrovně) → Octillery
- Pokémon Delibird, japonsky Delibird (デリバード). V národním pokédexu č. 225, v regionálním pokédexu Johto č. 194, v Hoenn č. 364.
Typ:  ledový / létající
Vývoj: -
- Pokémon Mantine, japonsky Mantain (マンタイン). V národním pokédexu č. 226, v regionálním pokédexu Johto č. 202, v Hoenn č. 365, v Sinnoh č. 141.
Typ:  vodní / létající
Vývoj:  Mantyke (po zvýšení úrovně, pokud má jeho trenér u sebe i pokémona Remoraid) → Mantine
- Pokémon Skarmory, japonsky Airmd (エアームド). V národním pokédexu č. 227, v regionálním pokédexu Johto č. 203, v Hoenn č. 115.
Typ:  ocelový / létající
Vývoj: -
- Pokémon Houndour, japonsky Delvil (デルビル). V národním pokédexu č. 228, v regionálním pokédexu Johto č. 214, v Hoenn č. 366, v Sinnoh č. 176 (v Pokémon Platinum).
Typ:  temný / ohnivý
Vývoj:  Houndour (od 24. úrovně) → Houndoom
- Pokémon Houndoom, japonsky Hellgar (ヘルガー). V národním pokédexu č. 229, v regionálním pokédexu Johto č. 215, v Hoenn č. 367, v Sinnoh č. 177 (v Pokémon Platinum).
Typ:  temný / ohnivý
Vývoj:  Houndour (od 24. úrovně) → Houndoom
- Pokémon Kingdra, japonsky Kingdra (キングドラ). V národním pokédexu č. 230, v regionálním pokédexu Johto č. 192, v Hoenn č. 186.
Typ:  vodní / dračí
Vývoj:  Horsea (od 32. úrovně) → Seadra (při výměně, pokud má pokémon u sebe předmět Dragon Scale) → Kingdra
- Pokémon Phanpy, japonsky Gomazou (ゴマゾウ). V národním pokédexu č. 231, v regionálním pokédexu Johto č. 200, v Hoenn č. 165.
Typ:  zemní
Vývoj:  Phanpy (od 25. úrovně) → Donphan
- Pokémon Donphan, japonsky Donfan (ドンファン). V národním pokédexu č. 232, v regionálním pokédexu Johto č. 201, v Hoenn č. 166.
Typ:  zemní
Vývoj:  Phanpy (od 25. úrovně) → Donphan
- Pokémon Porygon2, japonsky Porygon2 (ポリゴン2). V národním pokédexu č. 233, v regionálním pokédexu Johto č. 221, v Hoenn č. 368, v Sinnoh č. 193 (v Pokémon Platinum).
Typ:  normální
Vývoj:  Porygon (při výměně, pokud má pokémon u sebe předmět Up-Grade) → Porygon2 (při výměně, pokud má pokémon u sebe předmět Dubious Disc) → Porygon-Z
- Pokémon Stantler, japonsky Odoshishi (オドシシ). V národním pokédexu č. 234, v regionálním pokédexu Johto č. 131, v Hoenn č. 369.
Typ:  normální
Vývoj: -
- Pokémon Smeargle, japonsky Doble (ドーブル). V národním pokédexu č. 235, v regionálním pokédexu Johto č. 159, v Hoenn č. 370.
Typ:  normální
Vývoj: -
- Pokémon Tyrogue, japonsky Balkie (バルキー). V národním pokédexu č. 236, v regionálním pokédexu Johto č. 145, v Hoenn č. 371.
Typ:  bojový
Vývoj:  Tyrogue (od 20. úrovně, pokud je jeho vlastnost Attack větší než jeho Defense) → Hitmonlee
nebo
Tyrogue (od 20. úrovně, pokud je jeho vlastnost Attack menší než jeho Defense) → Hitmonchan
nebo
Tyrogue (od 20. úrovně, pokud jsou jeho vlastnosti Attack a Defense) na stejné výši → Hitmontop
- Pokémon Hitmontop, japonsky Kapoerer (カポエラー). V národním pokédexu č. 237, v regionálním pokédexu Johto č. 148, v Hoenn č. 372.
Typ:  bojový
Vývoj:  Tyrogue (od 20. úrovně, pokud jsou jeho vlastnosti Attack a Defense) na stejné výši → Hitmontop
- Pokémon Smoochum, japonsky Muchul (ムチュール). V národním pokédexu č. 238, v regionálním pokédexu Johto č. 154, v Hoenn č. 373.
Typ:  ledový / psychický
Vývoj:  Smoochum (od 30. úrovně) → Jynx
- Pokémon Elekid, japonsky Elekid (エレキッド). V národním pokédexu č. 239, v regionálním pokédexu Johto č. 156, v Hoenn č. 374, v Sinnoh č. 197 (v Pokémon Platinum).
Typ:  elektrický
Vývoj:  Elekid (od 30. úrovně) → Electabuzz (při výměně, pokud má pokémon u sebe předmět Electirizer) → Electivire
- Pokémon Magby, japonsky Buby (ブビィ). V národním pokédexu č. 240, v regionálním pokédexu Johto č. 152, v Hoenn č. 375, v Sinnoh č. 200 (v Pokémon Platinum). Zmenšená verze, "dítě", Magmara.
Typ:  ohnivý
Vývoj:  Magby (od 30. úrovně) → Magmar (při výměně, pokud má pokémon u sebe předmět Magmarizer) → Magmortar
- Pokémon Miltank, japonsky Miltank (ミルタンク). V národním pokédexu č. 241, v regionálním pokédexu Johto č. 151, v Hoenn č. 376. Miltank je stylizovaná kráva.
Typ:  normální
 Vývoj: –
- Pokémon Blissey, japonsky Happinas (ハピナス). V národním pokédexu č. 242, v regionálním pokédexu Johto č. 223, v Hoenn č. 377, v Sinnoh č. 098. 
Typ:  normální
 Vývoj:  Happiny (po zvýšení úrovně, v denní době, pokud má pokémon u sebe předmět Oval Stone) → Chansey (po zvýšení úrovně, pokud má stav Happiness na maximu) → Blissey
- Pokémon Raikou, japonsky Raikou (ライコウ). V národním pokédexu č. 243, v regionálním pokédexu Johto č. 243, v Hoenn č. 378.
Typ:  elektrický
 Vývoj: –
- Pokémon Entei, japonsky Entei (エンテイ). V národním pokédexu č. 244, v regionálním pokédexu Johto č. 244, v Hoenn č. 379.
Typ:  ohnivý
 Vývoj: –
- Pokémon Suicune, japonsky Suikun (スイクン). V národním pokédexu č. 245, v regionálním pokédexu Johto č. 245, v Hoenn č. 380.
Typ:  vodní
 Vývoj: –
- Pokémon Larvitar, japonsky Yogiras (ヨーギラス). V národním pokédexu č. 246, v regionálním pokédexu Johto č. 249, v Hoenn č. 381.
Typ:  kamenný / zemní
 Vývoj:  Larvitar (od 30. úrovně) → Pupitar (od 55. úrovně) → Tyranitar
- Pokémon Pupitar, japonsky Sanagiras (サナギラス). V národním pokédexu č. 247, v regionálním pokédexu Johto č. 250, v Hoenn č. 382.
Typ:  kamenný / zemní
 Vývoj:  Larvitar (od 30. úrovně) → Pupitar (od 55. úrovně) → Tyranitar
- Pokémon Tyranitar, japonsky Bangiras (バンギラス). V národním pokédexu č. 248, v regionálním pokédexu Johto č. 251, v Hoenn č. 383.
Typ:  kamenný / zemní
 Vývoj:  Larvitar (od 30. úrovně) → Pupitar (od 55. úrovně) → Tyranitar
- Pokémon Lugia, japonsky Lugia (ルギア). V národním pokédexu č. 249, v regionálním pokédexu Johto č. 252, v Hoenn č. 384.
Typ:  psychický / létající
 Vývoj: -
- Pokémon Ho-Oh, japonsky Houou (ホウオウ). V národním pokédexu č. 250, v regionálním pokédexu Johto č. 253. Legendární duhový pták.
Typ:  ohnivý / létající
 Vývoj: -
- Pokémon Celebi, japonsky Celebi (セレビィ). V národním pokédexu č. 251, v regionálním pokédexu Johto č. 256, v Hoenn č. 386. Má schopnost cestovat v čase a dokáže obnovit rostliny k dokonalému zdraví – podobně jako Meganium. Bývá označován jako Strážce lesa.

Celebi je malý zelený pokémon mající podobné vlastnosti jako například víla. Jeho tělo má zvláštní tvar, hlavička je ve tvaru cibulky se špičatým zakončením. Jeho velké oči jsou pomněnkově modré barvy a jsou černě orámované, pusu má růžovou, středně velkou a na hlavě jeden pár zahnutých zelených tykadel na konci zbarvených modře. Jeho dvě horní končetiny jsou protáhlé a zakončené třemi prsty, nohy má krátké a zakulacené do oválu. Jeho tělíčko je v porovnání s hlavou malé. Na zádech má dvě malá bílá průhledná křidýlka, umí dobře létat. Když je shiny (pokémoni shiny mají jinou barvu), je růžový. Váží zhruba 5,0 kg a měří kolem 0,6 m. Celkovým dojmem působí roztomile.
Je velmi hravý a extrémně silný navzdory své malé velikosti. Skrývá se a bývá tedy spatřen zcela výjimečně. Jeho výskyt je převážně v lesích, kde je ho možné také objevit. Živí se bobulemi jako většina pokémonů.
Částečně je odolný proti vodním, travním, elektrickým, bojovým, zemním a psychickým typům pokémonů, slabý je proti létajícím, jedovatým, duším, ohnivým, ledovým a temným. Obzvlášť slabý je proti hmyzím typům pokémonů.
Celebi se umí naučit útoky pijavičí semínko, zmatení, léčivé uzdravení, hojivý zvon, magický list, přírodní dar, hojivý blok, pohled do budoucnosti, hojivé přání, starověkou sílu, listovou břitvu.
Na filmovém plátně se poprvé objevil ve čtvrtém celovečerním filmu s tématem pokémon Pokémon navždy.
Typ:  psychický / travní
 Vývoj: -